# Điện ảnh trị liệu
Điện ảnh trị liệu hay liệu pháp phim ảnh là một dạng của liệu pháp bổ sung cho các vấn đề sức khỏe và tâm thần - như nghệ thuật trị liệu, âm nhạc trị liệu và khiêu vũ trị liệu. Điện ảnh trị liệu cũng là một hình thức để tự giúp đỡ bản thân. Điện ảnh trị liệu được sáng tạo và truyền bá bởi Tiến sĩ Gary Solomon, người đầu tiên viết về việc sử dụng phim ảnh như một liệu pháp trị liệu.

## Định nghĩa
Theo Từ điển y khoa Segen Điện ảnh trị liệu được định nghĩa như sau: 
 Điện ảnh trị liệu là một kỹ thuật điều trị bằng việc sử dụng phim ảnh, đặc biệt là những video làm công cụ để điều trị. Điện ảnh trị liệu như một chất xúc tác để chữa lành và giúp đỡ trưởng thành cho những ai muốn đón nhận cách mà phim ảnh đã tác động đến con người ra sao và thưởng thức một bộ phim với tâm thế tiềm thức bên trong. Điện ảnh trị liệu có thể dùng đến những hiệu ứng hình ảnh, cốt truyện, âm nhạc, v.v. trong các bộ phim tâm lý để có cái nhìn sâu sắc, truyền cảm hứng, giải tỏa hay làm lắng dịu cảm xúc cũng như làm thay đổi một con người theo cách tự nhiên. Như một phần của liệu pháp tâm lý, điện ảnh trị liệu là một phương pháp sáng tạo dựa trên cơ sở các nguyên tắc điều trị truyền thống. 
 Có một số loại hình của điện ảnh trị liệu với mức độ giải trí và giá trị điều trị khác nhau. Liệu pháp điện ảnh Popcorn - Liệu pháp điện ảnh Bổng ngô chủ yếu để giải trí nhằm giải tỏa cảm xúc. Liệu pháp điện ảnh Evocative - Gợi nhớ giúp các cá nhân kết nối với những câu chuyện và các nhân vật trong phim. Trong quá trình đó họ sẽ ''khám phá về bản thân theo những cách sâu sắc hơn". Liệu pháp điện ảnh Cathartic - Thanh tâm giúp một người đến gần hơn với cảm xúc của mình, như trong trầm cảm, liệu pháp có thể sử dụng vào giai đoạn đầu của tâm lý trị liệu.

## Tổng quan
Điện ảnh trị liệu sử dụng điện ảnh hoặc phim ảnh trong quản lý y tế, điều trị sức khỏe tâm thần và giúp làm chủ cuộc sống. Cũng như là một hình thức tự giúp đỡ bản thân và hỗ trợ phục hồi chức năng cho các tù nhân. Điện ảnh cũng giúp thay đổi suy nghĩ, cảm xúc và tăng khả năng đương đầu với cuộc sống của mỗi cá nhân. Phim ảnh được đưa vào một số nhà tù để giúp cho những tù nhân hiểu điều gì đã dẫn họ đến con đường tội phạm và bị kết án.
Sau khi xem phim xong, nên đánh giá phản ứng của một người đối với bộ phim, chẳng hạn như: Bạn yêu thích hay không thích điều gì về bộ phim? Bạn đã tìm thấy được nhân vật nào hấp dẫn cuốn hút bạn không? Có ai đó trong phim mà bạn muốn giống như họ không? 
Cũng như liệu pháp nghệ thuật, âm nhạc và khiêu vũ, liệu pháp điện ảnh là phương pháp trị liệu bổ sung được sử dụng trong phương pháp trị liệu truyền thống, theo Tiến sĩ Bruce Skalarew, nhà phân tâm học và bác sĩ tâm thần. Ông cũng là đồng chủ tịch của Diễn đàn Nghiên cứu Phân tâm học về Phim ảnh.

## Một số bộ phim
Ví dụ về những thể loại điện ảnh và phim ảnh trị liệu:
| Thể loại                     | Phim                            | Phim                            | Các chủ đề khác |
| ---------------------------- | ------------------------------- | ------------------------------- | --- |
| Nghiện                       | 28 Days (2000)                  | 28 Days (2000)                  | Nghiện rượu, làm lại cuộc đời                                                                                             |
| Nghiện                       | Gia (1998)                      |                                 | |
| Nghiện                       | Leaving Las Vegas (1995)        | Leaving Las Vegas (1995)        | Nghiện rượu, tự sát, bị sa thải                                                                                           |
| Nghiện                       | The Panic in Needle Park (1971) | The Panic in Needle Park (1971) | Lối sống tự hủy hoại bản thân                                                                                             |
| Nghiện                       | When a Man Loves a Woman (1994) | When a Man Loves a Woman (1994) | Nghiện rượu, kết hôn |
| Bạo lực gia đình và hiếp dâm | The Accused (1988)              | The Accused (1988)              | Bị ám ảnh bởi quá khứ, chuộc lại lỗi lầm, sự bất công xã hội                                                              |
| Bạo lực gia đình và hiếp dâm | Enough (2002)                   | Enough (2002)                   | Những kẻ lạ mặt theo dõi                                                                                                  |
| Bạo lực gia đình và hiếp dâm | Frankie and Johnny (1991)       | Frankie and Johnny (1991)       | Bị ám ảnh bởi quá khứ, xung đột trong mối quan hệ lãng mạn, làm lại cuộc đời, lãng mạn tại nơi làm việc                   |
| Bạo lực gia đình và hiếp dâm | Sleeping with the Enemy (1991)  | Sleeping with the Enemy (1991)  | Bị ám ảnh bởi quá khứ, bị theo dõi, làm lại cuộc đời                                                                      |
| Bạo lực gia đình và hiếp dâm | Thelma & Louise (1991)          | Thelma & Louise (1991)          | Trả thù, tự khám phá |
| Rối loạn ám ảnh cưỡng chế    | As Good as It Gets (1997)       | As Good as It Gets (1997)       | Tình yêu, sự cuốn hút người đối diện, chuộc lại lỗi lầm, xung đột trong mối quan hệ lãng mạn, tình bạn không giống như mơ |
| Rối loạn ám ảnh cưỡng chế    | Matchstick Men (2003)           | Matchstick Men (2003)           | âm mưa và trò lừa gian dối, cha và con gái                                                                                |
| Rối loạn ám ảnh cưỡng chế    | What About Bob? (1991)          |                                 | |
| Mối quan hệ lãng mạn         | The Accidental Tourist (1988)   | The Accidental Tourist (1988)   | Bị ám ảnh bởi quá khứ, hấp dẫn khác phái, làm lại cuộc đời                                                                |
| Mối quan hệ lãng mạn         | Pretty Woman (1990)             | Pretty Woman (1990)             | Chuyện tình lo lem, hấp dẫn khác phái, gái điếm                                                                           |
| Mối quan hệ lãng mạn         | The Way We Were (1973)          | The Way We Were (1973)          | Cuộc hôn nhân đỗ vỡ, hấp dẫn khác phái                                                                                    |
| Mối quan hệ lãng mạn         | Stanley & Iris (1990)           | Stanley & Iris (1990)           | Cái chết của người tình, hấp dẫn khác phái, giáo viên và học viên                                                         |
| Mối quan hệ lãng mạn         | When Harry Met Sally... (1989)  | When Harry Met Sally... (1989)  | Vấp ngã trong tình bạn, hấp dẫn khác phái, cuộc sống độc thân                                                             |

Các loại khác bao gồm đối phó với định kiến, tổn thương thời thơ ấu, rối loạn ăn uống, tự tử, các vấn đề và mối quan hệ gia đình, mất mát, phim kinh dị tâm lý, và mối quan hệ đồng tính nam và đồng tính nữ.

### Can thiệp lâm sàng
- Mary Banks Gregerson (2010). The Cinematic Mirror for Psychology and Life Coaching. Springer. ISBN 978-1-4419-1114-8.
- Lindsey Joiner (ngày 15 tháng 11 năm 2011). The Big Book of Therapeutic Activity Ideas for Children and Teens: Inspiring Arts-Based Activities and Character Education Curricula. Jessica Kingsley Publishers. ISBN 978-0-85700-447-5.
- Michael Lee Powell (2008). Cinematherapy as a Clinical Intervention: Theoretical Rationale and Empirical Credibility. ProQuest. ISBN 978-0-549-96406-3.
- Gary Solomon (1995). The Motion Picture Prescription: Watch this Movie and Call Me in the Morning. Aslan Publishing. ISBN 978-0-944031-27-8.
- Fuat Ulus (2003). Movie Therapy, Moving Therapy. Trafford on Demand Pub. ISBN 978-1-55395-705-8.
- Birgit Wolz (2005). E-Motion Picture Magic: A Movie Lover's Guide To Healing And Transformation. Glenbridge Publishing. ISBN 978-0-944435-55-7.
- Joshua L. Cohen; J. Lauren Johnson; Penelope P. Orr (2015). Video and Filmmaking as Psychotherapy: Research and Practice. Routledge. ISBN 1138781428.

### Khác
- Dei Paola (2008) Eros Thanatos e cibo al Lido. Dalla Psicologia dell'Arte alla Cinematografia Prefazione di Roberto Barzanti Edizioni MEF ISBN 9788851717049
- Dei Paola (2009) Figli al cinema. prevenire il bullismo......Prefazione di R. Barzanti, G. Napoli, G. Ippoliti Edizioni Zona ISBN 9788864380230
- Dei Paola Gregorio Napoli: (2910) Lanterna magica. Cineterapia e poesia al Lido fra sogni e bisogno. Prefazione di G. Blandini Edizioni Boocksprint ISBN 8896344999
- Dei Paola (a cura di) (2011) Neuroni specchio. Cinematerapia del lutto fra Venezia Roma e Walt Disney Prefazione di N. Borrelli Edizioni Scientifiche STILL ISBN 978-88-906183-1-4
- Dei Paola (a cura di) (2012) Il potere al cinema. Dall'architettura del Lido all'Auditorium di Renzo Piano Prefazione di N. Borrelli Edizioni Scientifiche STILL ISBN 978-88-906183-6-9
- Dei Paola (a cura di) (2013) MMelato forever with Pupi Avati, Massimo Ranieri, Oriella Dorella, Massimo Ghini, Lina Wertmuller, Franca Valeri, Giancarlo Giannini, Callisto Cosulich, Maurizio Porro Prefazione N. Borrelli Edizioni Falsopiano ISBN 9788898137251
- Dei Paola (a cura di) (2014) Nostoi Ritorni Cinema Comunicazione Neuroni Specchio Edizioni Altravista Prefazione di N. Borrelli ISBN 9788895458755
- Dei Paola (a cura di) (2015) Il male al cinema Movies Shadows and Lights Prefazione di N. Borrelli ISBN 978-1-329-97240-7
- Dei Paola (a cura di) Ettore Scola e dintorni Edizioni Falsopiano Prefazione di N. Borrelli ISBN 978-8893040563
- Dei Paola (a cura di) Bulli ed eroi nella filmografia di Caligari e Mainetti Efesto Edizioni EAN: 9788894855302

### Tự lực
- Nancy Peske; Beverly West (1999). Cinematherapy: The Girl's Guide to Movies for Every Mood. Random House Publishing Group. ISBN 978-0-307-48296-9.
- Nancy Peske; Beverly West (2000). Advanced Cinematherapy: The Girl's Guide to Finding Happiness One Movie at a Time. Random House Publishing Group. ISBN 978-0-307-48118-4.
- John W. Hesley; Jan G. Hesley (2001). Rent two films and let's talk in the morning: using popular movies in psychotherapy. Wiley. ISBN 978-0-471-41659-3.
- Brigit Wolz (2004). The cinema therapy workbook: A self-help guide to using movies for healing and growth. Canyon, CA: Glenbridge Publishing Ltd.